# Popnews
 (septembre 2010).
Si vous disposez d'ouvrages ou d'articles de référence ou si vous connaissez des sites web de qualité traitant du thème abordé ici, merci de compléter l'article en donnant les références utiles à sa vérifiabilité et en les liant à la section « Notes et références ».
POPnews est un webzine musical de langue française, basé à Paris. Créé par Stephen Schotte, il est publié quotidiennement sur internet depuis avril 1998 et spécialisé dans la critique de musique indépendante, majoritairement rock, pop et folk. Le site publie chaque jour deux chroniques de disques et au moins une interview par semaine. Le site propose aussi bien des chroniques, des interviews, des informations, des mp3 gratuitement et légalement téléchargeables, des comptes-rendu de concert et de festivals. Son but est de promouvoir les groupes et labels indépendants habituellement absents des médias traditionnels.  Notons que le site n'a aucun lien avec l'émission matinale de la radio Le Mouv'.

## Publication de disques
En 2000, POPnews se lance dans la publication de disques. De 2000 à 2004, le site publie quatre compilations (POPvolume#1, #2, #3 et #4) rassemblant des groupes aussi divers que The National, The Apartments, Elk City, Maison Neuve, The Bitter Springs, Buck 65, Lambchop ou Calc, pour des titres rares ou inédits. Ces disques, dont les trois premiers volumes sont aujourd'hui épuisés, recevront d'excellentes critiques de la part des médias, notamment du quotidien Libération, du mensuel Magic et de l'hebdomadaire Les Inrockuptibles.
Le 23 novembre 2002, une soirée de lancement pour la sortie de la compilation POPvolume#3 a lieu sur la Guinguette Pirate, à Paris, avec klima (Angèle David-Guillou, également membre de Piano Magic et Ginger Ale), Cathal Coughlan (ex-Microdisney et Fatima Mansions) et Buck 65.
Le site s'occupe également ponctuellement de la distribution française d'artistes comme Soltero, Soft Targets ou People for Audio.

## Concerts et émissions TV
De 2001 à 2005, POPnews coorganise des soirées concerts dans la salle parisienne la Guinguette Pirate (jonque chinoise arrimée au pied de la Bibliothèque François Mitterrand), mais aussi à Mains d'œuvres (Saint-Ouen), au Batofar et au Nouveau Casino. S'y succèdent des groupes comme Pernice Brothers, Saloon, Of Montreal, Julie Doiron, The Ladybug Transistor, Piano Magic, The High Llamas, Spoon, The Clientele, Paloma ou encore Trembling Blue Stars.
Le site organise régulièrement, en partenariat avec un couple de particuliers, des "concerts du 7ème ciel", recevant des artistes en acoustique pour un petit concert privé devant une quarantaine de personnes (Piano Magic, And Also The Trees, Chapi Chapo & les petites musiques de pluie, Frànçois & the Atlas Mountain, The Sleeping Years, Jérôme Minière , This Is the Kit...). Ces événements tirent leur nom de l'endroit où les concerts ont lieu : sur la terrasse d'un immeuble du 18e arrondissement parisien dont la vue donne sur le Sacré Cœur. Le site diffuse également dans sa section vidéo une émission télévisée, baptisée On Stage. Réalisée par VideoTrack, elle donne un aperçu de la scène musicale française. L'émission en est actuellement à son 16e numéro et également diffusée sur Lyon TV, LTB et quelques autres chaînes locales.

## Staff
L'équipe rédactionnelle est entièrement bénévole. Composée à l'heure actuelle d'une vingtaine de personnes, elle a accueilli depuis 1998 une centaine de contributeurs. POPnews collabore ponctuellement avec certains magazines anglo-saxons (The Quietus, Tiny Mix Tapes, Penny Black Music) en traduisant des entretiens en français.